# Lomographa semiclarata
Lomographa semiclarata är en fjärilsart som beskrevs av Francis Walker 1866. Lomographa semiclarata ingår i släktet Lomographa och familjen mätare. Inga underarter finns listade i Catalogue of Life.